# Burnon (archevêque de Vienne)
Burno, Burnon ou Bournon, dit de Lemps, mort le 1er février 1219, est un religieux du XIIIe siècle successivement évêque de Viviers, puis archevêque de Vienne, jusqu'à sa résignation en 1218.

## Biographie

### Origines
Les origines de Burno,, que l'on trouve sous les formes Burnon,, Bournon, Brunon, Wurnon, Bernon, ne sont pas précisément connues. Selon Bruno Galland (1994), il est dit Burnon de Lemps et il est issu d'un « petit lignage noble ». Il a un frère, Didier, évêque de Die (1213-1223), (hypothèse écartée par Roche, 1894). Cette parenté semble confirmée avec la confirmation des privilèges de l'Église de Viviers par l'empereur Frédéric II, en 1214, à la prière de Didier,,.
Galland (1994) rappelle les différentes hypothèses énoncées par l'abbé Luc Maillet-Guy (1926) qui avait relevé, à cette période, cinq homonymes. L'abbé Maillet-Guy (1926) confondait notamment Burnon, doyen de Voiron, avec Burnon, archidiacre de Vienne, devenu évêque, puis archevêque. Les auteurs de la Gallia Christiana (1865) indiquaient, pour leur part, qu'il ne fallait pas les confondre,.
L'abbé Roche (1894) rappelait que des auteurs anciens le mentionnaient comme issu d'une branche des ducs de Brabant, tandis que d'autres le faisaient fils d'un comte de Forcalquier et frère de Didier, évêque de Die. D'après le Nécrologe du prieuré de Saint-Robert de Cornillon, au diocèse de Grenoble, Didier est dit de Lans ou de Lemps.

### Épiscopat
Burnon est chanoine de Valence et archidiacre de Vienne,. Il est élu par les chanoines de Viviers pour monter sur le trône épiscopal, en 1205. Le pape Innocent III lui écrit, le 5 novembre 1205, afin de lui permettre de garder ses bénéfices, à l'exception de l'archidiaconé de Vienne, en raison de la pauvreté de l'Église de Vivier,.
Il reçoit, en 1206, les hommages de plusieurs seigneurs, Raymond de Vogüé, chevalier, Pons de Vogüé, damoiseau, Dalmace et Pierre de Vogüé, Guy de Châteauneuf, pour leurs possessions situées dans le diocèse.
En 1209, il participe, aux côtés de l'archevêque de Vienne et l'évêque de Die, au rétablissement de la paix entre l'évêque de Valence et les habitants de la cité épiscopale.
En novembre 1214, son frère, Didier, évêque de Die, présent à Bâle auprès du roi des Romains, Frédéric de Hohenstaufen, lui obtient la reconnaissance des privilèges de l'Église de Viviers.

### Entre Toulouse et royaume de France
Au cours de cette période, le comte de Toulouse est excommunié par les légats du pape. Le 2 août 1207, il reçoit l'hommage de Ponce de Montlaur, en présence du légat pontifical, Pierre de Castelnau, et de plusieurs grands prélats de la région,. Le légat, après une visite auprès du comte, est assassiné et ce dernier est soupçonné,. En parallèle, le comte a continué de vouloir étendre son influence sur le Vivarais, alors terre d'Empire, et il fait construire, sans autorisation, un château sur les terres épiscopales, cherchant à obtenir Largentière, tandis que ses hommes commettent des exactions contre les populations,. Afin de contrer l'influence toulousaine et notamment l'hérésie albigeoise, l'évêque propose d'octroyer aux habitants Largentière une charte en échange d'un serment de fidélité,. Un accord préliminaire est signé le 12 juillet 1208, en présence de l'évêque d'Uzès, et des grands seigneurs de la région, dont le seigneur de Montlaur, Louis.
En 1209, il participe à une assemblée de prélats à Montélimar,. Ce synode est réuni notamment pour lutter contre le développement de l'hérésie en Viennoise et en Languedoc. On fait convoquer le comte de Toulouse,. Raymond VI de Toulouse fait amende honorable le 18 juin 1209 et rejoint la croisade.
Dans ce contexte, Burnon reçoit le château de Rochemaure par Giraud/Géraud Adhémar,. L'évêque le remet au seigneur Adhémar à la condition que ce dernier le garde comme fief relevant du domaine épiscopal,.
Lors de ce conflit, l'évêque de Viviers cherche à garantir la protection de son domaine temporel contre les velléité du comte de Toulouse. Sa diplomatie permet de faire reculer l'hérésie en vallée du Rhône. Parallèlement, plusieurs de ses vassaux qui avaient rejoint le parti toulousain se rangent à nouveau sous sa coupe. 

### Archiépiscopat
Burnon succède à Humbert II, sur le trône de Vienne, vers 1216. Il est désigné avec ce titre cette année-là dans une confirmation d'un droit de péage avec le duc de Bourgogne, Eudes III.
Son élection s'explique du fait qu'il a siégé au chapitre cathédral de Vienne, ainsi qu'évêque Viviers, qui est suffragant de Vienne et probablement en raison de son rôle lors de la croisade contre les albigeois. Son âge avancé au moment de son élection expliquerait qu'il résigne rapidement sa charge.
Son dernier acte date du 26 juin 1217, il reçoit l'hommage du dauphin, pour le comté de Vienne et d'Albon,.

### Résignation et mort
Burnon résigne sa charge vers la fin de l'année 1217 ou peut-être au début de l'année suivante. Après (26 novembre ?) 1217, le siège archiépiscopal est occupé par Jean de Bernin,.
Ayant pris l'habit des chanoines de Saint-Ruf, il semble mourir, selon Galland (1994) qui suit Alfred de Terrebasse (1875), le 1er février 1219, au prieuré de Notre-Dame de l'Ile-sous-Vienne,.